# Viola bornmuelleri
Viola bornmuelleri är en violväxtart som beskrevs av M. Erben. Viola bornmuelleri ingår i släktet violer, och familjen violväxter. Inga underarter finns listade i Catalogue of Life.